# Вуйнович, Никола
Нико́ла Вуйнович (черног. Никола Вујновић / Nikola Vujnović; род. 11 января 1997, Цетине) — черногорский футболист, нападающий хорватского клуба «Горица»

## Клубная карьера

### «Вильярреал»
Летом 2015 года перешёл в испанский «Вильярреал». В трёх первых сезонах выступал за команду Вильярреал C, затем перешёл в команду Вильярреал B. 21 ноября 2018 года в матче против резервистов Ливерпуля в рамках Международного кубка Премьер-Лиги реализовал пенальти.

### «Подгорица»
30 июля 2019 года подписал однолетний контракт с черногорским клубом «Подгорица». По итогам сезона 2019/2020 забил семь голов в чемпионате Черногории.

### «Вождовац»
29 июля 2020 года стал игроком сербского «Вождовац». 15 февраля 2022 года был арендован клубом МЛС «Спортинг Канзас-Сити». 8 июля клубы договорились о досрочном расторжение аренды.

## Карьера в сборной
Выступал за сборные Черногории до 17, 19 и 21 года. 7 октября 2020 года дебютировал за сборную Черногорию в товарищеском матче против сборной Латвии.

### Выступления за сборную[10]
| Матчи и голы Николы Вуйнович за национальную сборную Черногории | Матчи и голы Николы Вуйнович за национальную сборную Черногории | Матчи и голы Николы Вуйнович за национальную сборную Черногории | Матчи и голы Николы Вуйнович за национальную сборную Черногории | Матчи и голы Николы Вуйнович за национальную сборную Черногории | Матчи и голы Николы Вуйнович за национальную сборную Черногории |
| №                                                               | Дата                                                            | Соперник                                                        | Счёт                                                            | Голы                                                            | Соревнование                                                    |
| --------------------------------------------------------------- | --------------------------------------------------------------- | --------------------------------------------------------------- | --------------------------------------------------------------- | --------------------------------------------------------------- | --------------------------------------------------------------- |
| 1                                                               | 7 октября 2020                                                  | Латвия                                                          | 1:1                                                             |                                                                 | Товарищеский матч                                               |
| 2                                                               | 11 ноября 2020                                                  | Казахстан                                                       | 0:0                                                             |                                                                 | Товарищеский матч                                               |
| 3                                                               | 4 сентября 2021                                                 | Нидерланды                                                      | 0:4                                                             |                                                                 | Отбор на ЧМ—2022                                                |
| 4                                                               | 13 ноября 2021                                                  | Нидерланды                                                      | 2:2                                                             | 86′                                                             | Отбор на ЧЕ—2020                                                |
| 5                                                               | 16 ноября 2021                                                  | Турция                                                          | 1:2                                                             |                                                                 | Отбор на ЧЕ—2020                                                |